# Норт-Друїд-Гіллс (Джорджія)
Норт-Друїд-Гіллс (англ. North Druid Hills) — переписна місцевість (CDP) в США, в окрузі Декальб штату Джорджія. Населення — 20 385 осіб (2020).

## Географія
Норт-Друїд-Гіллс розташований за координатами 33°49′11″ пн. ш. 84°19′39″ зх. д. / 33.81972° пн. ш. 84.32750° зх. д. (33.819655, -84.327381).  За даними Бюро перепису населення США в 2010 році переписна місцевість мала площу 13,12 км², з яких 13,06 км² — суходіл та 0,06 км² — водойми. В 2017 році площа становила 12,29 км², з яких 12,23 км² — суходіл та 0,06 км² — водойми.

## Демографія
Згідно з переписом 2010 року, у переписній місцевості мешкало 18 947 осіб у 9728 домогосподарствах у складі 3400 родин. Густота населення становила 1444 особи/км².  Було 10781 помешкання (822/км²).
Расовий склад населення:
| - 68,9 % — білих - 12,9 % — чорних або афроамериканців - 11,2 % — азіатів - 0,3 % — корінних американців - 4,3 % — осіб інших рас |

До двох чи більше рас належало 2,3 %. Частка іспаномовних становила 9,7 % від усіх жителів.
За віковим діапазоном населення розподілялося таким чином: 13,8 % — особи молодші 18 років, 74,1 % — особи у віці 18—64 років, 12,1 % — особи у віці 65 років та старші. Медіана віку мешканця становила 33,3 року. На 100 осіб жіночої статі у переписній місцевості припадало 97,0 чоловіків;  на 100 жінок у віці від 18 років та старших — 97,1 чоловіків також старших 18 років.
Середній дохід на одне домашнє господарство  становив 87 124 долари США (медіана — 53 769), а середній дохід на одну сім'ю — 130 615 доларів (медіана — 95 266). Медіана доходів становила 57 679 доларів для чоловіків та 50 422 долари для жінок. За межею бідності перебувало 15,6 % осіб, у тому числі 20,2 % дітей у віці до 18 років та 9,5 % осіб у віці 65 років та старших.
Цивільне працевлаштоване населення становило 10 823 особи. Основні галузі зайнятості: освіта, охорона здоров'я та соціальна допомога — 31,3 %, науковці, спеціалісти, менеджери — 17,0 %, мистецтво, розваги та відпочинок — 9,0 %, роздрібна торгівля — 8,5 %.